# Amministratore di condominio (Italia)
L'amministratore di condominio, ai sensi della legge italiana, è l'organo esecutivo del condominio. Non è previsto un albo degli amministratori di condominio, ma solo libere associazioni sindacali di categoria.

## Storia
La disciplina era contenuta nel codice civile italiano del 1942 e non prevedeva alcuna qualifica particolare per lo svolgimento dell'attività di amministratore condominiale. Era stata tentata la strada di istituire albi a livello regionale, ma questa strada è stata preclusa dall'intervento della magistratura italiana.
Nel 2010, il governo Berlusconi IV aveva regolamentato il ruolo delle associazioni professionali che hanno avuto un ristretto riconoscimento ministeriale. La successiva riforma del condominio operata con legge 11 dicembre 2012, n. 220 - in vigore dal 18 giugno 2013 - ha, per la prima volta, imposto specifici obblighi formativi; non è però istituito un apposito albo professionale.

## Caratteristiche

### Requisiti
Secondo l'originaria disciplina del codice civile italiano, qualora il regolamento condominiale non avesse disposto nulla in merito, l'amministratore poteva essere chiunque veniva votato dalla maggioranza dei condomini, senza una previsione di professionalità, titolo di studio, l'iscrizione a un albo professionale o altro requisito. Per lungo tempo è stato sostenuto che l'amministratore di condominio doveva essere una persona fisica. Gradualmente, nel tempo, la giurisprudenza della Suprema Corte di Cassazione cominciò a legittimare la nomina di una persona giuridica. La questione è stata poi superata dalla riforma del 2012, che ha stabilito che possono svolgere l'incarico anche le società di cui al titolo V del libro V del Codice Civile. Secondo gli orientamenti della giurisprudenza della Corte di Cassazione del 2008, il rapporto giuridico, riconducibile al mandato, s'instaura tra amministratore e singoli condomini, e non con il condominio, che non ha personalità giuridica.
Secondo le modifiche apportate dalla legge n. 220/2012, è obbligatorio che l'amministratore sia qualificato, con titolo di studio di diploma di scuola superiore, aver frequentato corsi di formazione iniziale e successivi corsi periodici annuali di aggiornamento, deve possedere requisiti morali, tra cui la non condanna per una serie di delitti, non essere stato detenuto, salvo riabilitazione, non protestato. La riforma ha mantenuto l'agevolazione dei proprietari nel potere amministrare il proprio condominio, esentando gli stessi dal requisito del titolo di studio e dalla formazione iniziale e periodica.
Dopo la riforma del 2012 e l'entrata in vigore del decreto del Ministero della Giustizia n. 140 del 24 settembre 2014, la figura deve essere ricoperta da soggetti abilitati da enti e istituti di formazione; e quindi frequentare un corso di formazione professionale della durata di almeno 72 ore, e corsi annuali di aggiornamento di 15 ore; il contenuto delle attività è di tipo teorico-pratico, e la formazione deve essere curata da un responsabile scientifico. Il corso fornisce conoscenze riguardanti le problematiche in tema di spazi comuni, la normativa urbanistica, la contabilità, le regole di ripartizione dei costi in base alle tabelle millesimali e la sicurezza degli edifici. Il luogo di svolgimento del corso dovrà essere una delle sedi abilitate, presenti in tutta Italia.

### Nomina
È prevista dal codice civile italiano, che all'art. 1129 recita:
La legge quindi non prevede sanzioni per i condomini che non provvedano alla nomina di un amministratore, ma un solo condomino (o l'amministratore uscente) può rivolgersi al Tribunale e ottenere la nomina giudiziaria di un amministratore.
Dunque l'amministratore può essere nominato:
- dall'assemblea dei condomini, con la dovuta maggioranza;
- in difetto, ove i condomini siano almeno nove e l'assemblea non vi provveda, o non si raggiunga una maggioranza su nessun candidato, dal tribunale ordinario, in sede di volontaria giurisdizione.

La nomina dell'amministratore fatta dal costruttore e/o venditore di un edificio, anche se inserita nel rogito di acquisto, è nulla. La nomina dell'amministratore è vincolata alla legge: è necessaria la maggioranza degli intervenuti all'assemblea e almeno la metà del valore dell'edificio (cioè 500 millesimi su 1.000, cfr. art. 1136, secondo comma, c.c.). La stessa maggioranza, secondo la passata giurisprudenza, è necessaria per confermare l'amministratore per un altro anno. L’art. 1136, comma 4, c.c., nel testo modificato dalla l. n. 220/2012, in vigore dal 18 giugno del 2013, laddove prevede che le deliberazioni che concernono la nomina e la revoca dell’amministratore di condominio devono essere sempre approvate con la maggioranza stabilita dal comma 2, trova applicazione anche per la delibera di conferma dell’amministratore dopo la scadenza del mandato (Tribunale Avellino sez. I, 17/11/2017).

### Compenso
In base all'art. 1709 del codice civile il mandato si presume oneroso, il successivo art. 1135 c.c. dispone che l'assemblea di condominio provveda alla conferma dell'amministratore e all'eventuale retribuzione. La misura del compenso, se non è stabilita dalle parti, è determinata in base alle tariffe professionali o agli usi; in mancanza è determinata dal giudice. L'art. 2260 c.c. recita che i diritti e gli obblighi degli amministratori sono regolati dalle norme sul mandato, di conseguenza in base a un'interpretazione sistematica il compenso dell'amministratore si presume dovuto se il contrario non è verbalizzato dall'assemblea di condominio al momento della nomina e nelle successive conferme.
Non è escluso che presti la sua opera a titolo gratuito, ad esempio quando trattasi di un condomino. La giurisprudenza ha chiarito che l'incarico si presume retribuito fino a prova contraria.
Se non è stato concordato diversamente nella delibera di nomina, non spettano all'amministratore compensi per assemblee ulteriori a quella annuale (Cass. n. 3596 del 12/3/03) in quanto, a differenza di quanto avviene nelle assemblee delle società, esse costituiscono eventi accessori alla gestione ordinaria del condominio. Non esiste il concetto di assemblea straordinaria, perché non è prevista alcuna eventualità di voto, diritti dei partecipanti, o maggioranze di tipo diverso (salvo quella tra prima e seconda convocazione). Infatti in tali assemblee si decide sulle stesse materie di cui alle assemblee ordinarie.
Questione controversa è la sussistenza del diritto al compenso per i lavori straordinari, salvo concordato corrispondentemente nella delibera di nomina. La Cassazione non si è ancora pronunciata costantemente e le Corti di merito presentano indirizzi contrastanti.
A tal riguardo, il pretore di Perugia (Pret. PG n. 9/98) individua nel 2% dell'importo dei lavori il giusto compenso per l'amministratore secondo gli usi correnti per l'esecuzione di lavori straordinari, poiché l'amministratore si impegna in misura superiore rispetto alle competenze stabilite per legge.
Il Tribunale di Genova, al contrario, si è pronunciato nel senso che l'onorario contenga anche la gestione di eventuali lavori anche di rilevante entità (Trib. GE n. 1501/01), in quanto l'amministratore, qualora rilevi che il compenso non gli appaia più congruo, può sempre dimettersi.
L'Assemblea dei condomini, contratta e approva le proposte preventive presentate dai candidati. Queste proposte usualmente possono stabilire il compenso, a tariffa (con tariffazione per ogni singola attività), forfettizzato (con una somma stabilita inizialmente), o misto (un compenso forfettario con previsione di somme ulteriori in ipotesi di lavori o assemblee straordinarie). La giurisprudenza ha chiarito che non è ammesso alcun tariffario concordato tra amministratori o associazioni di amministratori, accordo che sarebbe altrimenti prova di una condizione di cartello di imprese, vietato dalla legge sulla libera concorrenza. L'Antitrust ha vietato l'applicazione di tariffari collettivi.

### Cessazione e revoca
L'incarico dell'amministratore di condominio cessa nei casi in cui vi sia:
- revoca da parte dell'assemblea condominiale;
- revoca da parte dell'Autorità Giudiziaria competente;
- dimissioni volontarie;
- nomina di altro amministratore.

La revoca può avvenire dall'assemblea condominiale, con la stessa maggioranza necessaria per la nomina, anche senza motivo (art. 1136 del codice civile). Tuttavia, secondo diversi giuristi, i condomini hanno l'obbligo di provvedere a corrispondere il compenso fino alla fine della durata contrattuale concordata, al massimo un anno.
La revoca da parte della autorità giudiziaria, su istanza di uno o più condomini, può avvenire nei seguenti casi (ex art. 1129 e art. 1131, comma 4, c.c.):
- L'amministratore di condominio ha ricevuto un atto giudiziario che non rientra nelle sue competenze e non ne ha dato tempestiva notizia all'assemblea (in questo caso è tenuto anche al risarcimento dei danni).
- Vi sono fondati sospetti di gravi irregolarità (ad esempio fatti che denotano che l'amministratore antepone interessi personali a quelli attinenti al condominio).
- Per due anni non ha reso il conto della sua gestione.

La riforma del condominio del 2012, ha specificato un elenco di casi che rientrano nella qualifica di gravi irregolarità che fanno scattare automaticamente la revoca giudiziaria (su richiesta di almeno un condomino):
1) l'omessa convocazione dell'assemblea per l'approvazione del rendiconto condominiale, il ripetuto
rifiuto di convocare l'assemblea per la revoca e per la nomina del nuovo amministratore o negli altri
casi previsti dalla legge;

2) la mancata esecuzione di provvedimenti giudiziari e amministrativi, nonché di deliberazioni
dell'assemblea;

3) la mancata apertura e utilizzazione del conto di cui al settimo comma (conto corrente condominiale)

4) la gestione secondo modalità che possono generare possibilità di confusione tra il patrimonio del
condominio e il patrimonio personale dell'amministratore o di altri condomini;

5) l'aver acconsentito, per un credito insoddisfatto, alla cancellazione delle formalità eseguite nei
registri immobiliari a tutela dei diritti del condominio;

6) qualora sia stata promossa azione giudiziaria per la riscossione delle somme dovute al
condominio, l'aver omesso di curare diligentemente l'azione e la conseguente esecuzione coattiva;

7) l'inottemperanza agli obblighi di cui all'articolo 1130, numeri 6), 7) e 9) (tenuta del registro dell'anagrafe condominiale e dati di sicurezza e del registro dei verbali delle assemblee, fornire al condomino che ne faccia richiesta attestazione relativa allo stato dei pagamenti degli oneri condominiali e delle eventuali liti in corso);

8) l'omessa, incompleta o inesatta comunicazione dei dati di cui al secondo comma del presente
articolo (cioè i dati anagrafici e professionali dell'amministratore, il codice fiscale, o, se si tratta di società, anche la sede legale e la denominazione, il locale ove si trovano i registri dell'anagrafe condominiale e dei dati di sicurezza dei fabbricati e impianti del condominio, il registro dei verbali delle assemblee, nonché i giorni e le ore in cui ogni interessato, previa richiesta all'amministratore, può prenderne gratuitamente visione e ottenere copia da lui firmata)
Il provvedimento del Tribunale relativo alla istanza di nomina o di revoca dell'amministratore, anche quando si inserisce in una situazione di conflitto tra condomini, si risolve in un provvedimento di volontaria giurisdizione, cioè in un intervento sostanzialmente amministrativo, privo degli effetti di una vera e propria sentenza.
Non si applicano, pertanto, le regole sulla condanna alle spese, che prevedono di regola il rimborso delle spese in favore del vincitore e a carico del perdente.
Le spese restano dunque a carico delle parti che le hanno anticipate (Cass. 26-09-2005, n. 18730, Cass. 30.3.2001 n. 4706).
Di rilievo è la novità che l'amministratore revocato giudiziariamente non può più essere nominato dalla assemblea, anche se la maggioranza lo volesse, contro il desiderio dei condomini che hanno agito giudizialmente (art. 1129, comma 13 c.c.).

## Le competenze

### Giuridiche
L'amministratore professionista deve conoscere le norme del codice civile che regolano la materia e tutte le norme che possano in qualche modo coinvolgere il condominio nei suoi aspetti civilistici e penalistici.
L'aggiornamento continuo consente una conoscenza approfondita delle norme sulla responsabilità civile, sui vari aspetti del diritto di proprietà (confini, immissioni, ecc.) e degli altri diritti reali (uso, abitazione, usufrutto...), oltre che dei diritti sulle obbligazioni e di credito, diritto di garanzia (pegno e ipoteca), diritti sulle cose mobile e immobili.
Inoltre dovrà avere conoscenze in ambito assicurativo e urbanistico, con piena conoscenza delle norme comunali che possono modificare o disciplinare in maniera difforme dalla normativa generale.
Dovrà avere anche conoscenze approfondite in materia psicologica e di mediazione, il nuovo strumento di conciliazione obbligatoria per le materie condominiali.
Infine, altre competenze da possedere sono quelle tecniche, fiscali e contabili.
L'amministratore condomino può delegare tutti i compiti descritti, separatamente, o a gruppi, a professionisti competenti per i specifici settori, rimanendo però il titolare dell'incarico. Sostanzialmente all'amministratore condomino è richiesta la diligenza del buon padre di famiglia, ma se il mandato è gratuito, la responsabilità per colpa è valutata con minor rigore.
Una competenza sempre più rilevante è quella in materia di protezione dei dati personali. In quanto soggetto che tratta dati di tutti i condòmini (come anagrafica, morosità, recapiti, documentazione sanitaria per l'abbattimento barriere architettoniche o sistemi di videosorveglianza), l’amministratore è tenuto a rispettare il Regolamento (UE) 2016/679 (GDPR). Egli può essere qualificato come titolare autonomo o responsabile del trattamento, con obblighi specifici di sicurezza, trasparenza, gestione dei consensi e comunicazione in caso di violazioni. Deve, inoltre, garantire la liceità del trattamento in contesti delicati, come l’uso della bacheca condominiale, la gestione di siti web condominiali  o la ripresa di immagini tramite telecamere installate in aree comuni. In casi complessi può rendersi opportuna la nomina di un consulente privacy o di un DPO (Data Protection Officer).

### Tecniche
L'amministratore professionista deve avere le competenze tecniche per affrontare le discussioni con gli altri professionisti in merito ai progetti di ristrutturazione e agli interventi ordinari e straordinari da effettuarsi nel fabbricato compresi i progetti esecutivi implementati dalle imprese.
Gli artt. 1124, 1125, 1126 c.c. citano altri esempi come:
- manutenzione e ricostruzione delle scale;
- manutenzione e ricostruzione dei soffitti, delle volte e dei solai;
- lastrici solari.

L'amministratore deve avere le competenze tecniche per affrontare le discussioni con le imprese nei lavori da eseguirsi su tutti gli impianti e i beni elencati come esempi al punto 3 dell'art. 1117 del codice civile come:
- impianto di centrale termica condominiale per la produzione e distribuzione dell'acqua calda da riscaldamento e dell'acqua calda sanitaria (caldaia, bruciatore, vasi di espansione); caldaie a condensazione oppure cogeneratori per la contemporanea produzione di energia elettrica;
- impianto di contabilizzazione del calore (ripartitori);
- impianto di sicurezza antincendio (estintori, attacchi vigili del fuoco, idranti, porte tagliafuoco, pressurizzatori, splinker);
- impianto di raffrescamento;
- impianto del teleriscaldamento;
- impianto di sollevamento (ascensore e barriere architettoniche);
- impianto idraulico generale (rete fognaria, fosse biologiche, degrassatori delle cucine, sifoni firenze, acque chiare e acque nere);
- impianto di autoclave (cisterne, pompe modulanti, verifica della potabilità dell'acqua);
- impianto delle pompe sommerse (per il sollevamento delle acque dai piani sotto il livello stradale) e gruppo di continuità;
- impianto dei pannelli solari condominiali per la produzione dell'acqua calda sanitaria (cisterne, distribuzione, pompe e contabilizzatori dei consumi);
- impianto fotovoltaico condominiale per la produzione dell'energia elettrica (allacciamento alla rete pubblica/inverter);
- impianto elettrico (protezione dell'impianto con differenziali e magnetotermici);
- impianto televisivo del digitale terrestre e satellitare;
- impianto citofonico e di videosorveglianza;
- impianto di messa a terra;
- impianto automatico (cancelli motorizzati radiocomandati);
- impianto d'irrigazione dei giardini (manutenzione e potatura periodica dell'area verde come piante e alberi; cura dell'arredo);
- impianto di esercizio della piscina condominiale.

### Contabilità
L'amministratore inoltre deve tenere la contabilità del condominio. L'assemblea condominiale delibera sulle spese necessarie per la manutenzione e conservazione delle parti condominiali; i proprietari sono responsabili in solido e i creditori non possono agire nei confronti degli obbligati in regola con i pagamenti se non dopo l'escussione degli altri condomini (art. 63 delle disposizioni per l'attuazione del codice civile).
Per la tenuta dei conti di un condominio sono necessarie competenze in materia di contabilità per la registrazione:
- dei versamenti dei condomini;
- delle fatture dei fornitori;
- dei pagamenti ai fornitori;
- delle spese su addebiti personali;
- dei versamenti delle ritenute d'acconto (codici tributo);
- dei pagamenti immediati (spese bancarie, scontrini, offerte sala assemblea);
- dei rimborsi ai condomini;
- dei crediti e delle entrate varie;
- dei giroconti;
- delle spese anticipate dall'amministratore;
- delle spese condominiali e personali a preventivo;
- dei fondi di riserva;
- degli addebiti personali per bollettini, postali e interessi per rate non versate;
- della tenuta dell'inventario di magazzino.

Per il corretto movimento dei debiti e dei crediti ogni registrazione è associata a una tabella millesimale in quanto, come stabilito dagli artt. 1123, 1124, 1125, 1126 e soprattutto 1117 c.c., le spese sono ripartite in proporzione all'uso della cosa comune e quindi, per ogni registrazione, la spesa deve essere ripartita tra il gruppo di condomini che ne trae utilità, cioè paga chi può usare e non necessariamente chi è soltanto proprietario, e l'uso è potenziale; le spese delle pulizie sono a carico dell'appartamento anche se non è abitato.
Alla fine di ciascun anno l'amministratore predispone il rendiconto di gestione condominiale. In esso sono riportate le entrate e le uscite di cassa, la situazione dei crediti e debiti del condominio e di ogni condomino e il prospetto dei conti correnti e dei fondi di riserva.
Nel caso di registrazione di una fattura, sono necessarie le seguenti 6 operazioni:
- Registrazione nella contabilità del software gestionale della prima nota (movimentazione dei debiti/crediti in funzione del gruppo di condomini che trae utilità dalla fornitura di beni e/o servizi);
- Registrazione nella contabilità del software gestionale della seconda nota in modalità da eseguire (movimentazione dell'uscita di cassa nel solo software gestionale);
- Registrazione nella contabilità della seconda nota in modalità eseguita (operazione che si svolge con l'allineamento del software per la gestione della contabilità con l'uscita di cassa dal conto corrente bancario tramite i specifici file formato .CBI; funzione di importa ed esporta)
- Registrazione in contabilità del software della ritenuta d'acconto solo quando l'uscita di cassa è avvenuta dal conto corrente bancario;
- Pagamento della ritenuta d'acconto da effettuarsi entro il 16 del mese successivo (da svolgere con l'allineamento del software gestionale con il conto corrente bancario tramite file.CBI; funzione di importa/esporta);
- Estrazione della quietanza (accettata o rifiutata) che nei giorni successivi al pagamento il sistema elettronico dell'Agenzia delle Entrate deposita nell'Home Banking (oppure viene depositata sul sito dell'Agenzia nell'account personale).

Le ritenute d'acconto devono essere riepilogate nel mod. 770. Tale modello va inviato all'Agenzia delle Entrate con procedura telematica.
Quasi tutti i software per la gestione della contabilità dispongono delle funzioni di importa ed esporta d'interfaccia con l'Home Banking e i software messi a disposizione dall'Agenzia delle entrate, di cui Entratel è il più importante. L'Agenzia delle Entrate riconosce l'amministratore di condominio come l'intermediario finanziario e rilascia la password, costituita da 20 cifre, di cui le ultime 4 di controllo, per la generazione, nell'ambiente di sicurezza di Entratel, della doppia chiave asimmetrica necessaria per l'invio del mod. 770. La chiave asimmetrica privata va salvata su un dispositivo di archiviazione di massa protetta da una password personale propria, mentre la chiave asimmetrica pubblica va trasmessa telematicamente all'Agenzia delle Entrate insieme con la ulteriore password relativa all'account che l'amministratore riceve in busta chiusa presso gli sportelli della stessa Agenzia la prima volta che viene accolta l'autorizzazione a operare. La ricevuta di corretta trasmissione telematica della chiave pubblica deve essere conservata; infatti la doppia chiave asimmetrica ha validità triennale e, per evitare di perdere l'intera autorizzazione a operare, una nuova chiave deve essere rigenerata entro la scadenza. Prima però si deve avere cura di cancellare la vecchia, che potrà essere ritrovata utilizzando l'apposito motore di ricerca che l'Agenzia delle Entrate mette a disposizione all'interno del proprio account, immettendo, nel campo di ricerca, i dati scritti nella ricevuta di trasmissione.
Il file del mod. 770, come verifica che sia nel formato corretto per l'invio telematico con Entratel, richiede il filtraggio da un altro modulo software di controllo specifico che ogni anno l'Agenzia delle Entrate, alcune settimane prima della scadenza dell'adempimento fiscale, mette gratuitamente a disposizione sul suo sito internet. La procedura relativa a tale invio si conclude quando l'elaboratore elettronico dell'Agenzia, alcuni giorni dopo la trasmissione, emette la ricevuta relativa, che deposita sul sito, nell'account personale. I formati della ricevuta sono .RCC oppure .rel.p7m e devono essere scaricati e visualizzati facendo uso di Entratel e della coppia di chiavi asimmetriche dell'ambiente di sicurezza. La ricevuta conferma la sola corretta trasmissione del mod. 770. La regolarità della dichiarazione e dei dati in esso contenuti arriva solo l'anno successivo; fatture, quietanze e dichiarazioni dovranno essere conservati per eventuali successivi controlli fiscali.

## Responsabilità fiscali
Va premesso che, nessuna legge vieta, con specifica delibera assembleare, di indicare come rappresentante fiscale un condomino oppure un professionista competente del settore, diverso dall'amministratore condominiale. In tal caso,
l'amministratore condominiale fornira al rappresentante fiscale informazione tempestiva su ogni pagamento e garantirà la capienza per i prelievi, autorizzati dal rappresentante fiscale, operati dall'Agenzia delle Entrate. Notare che molti amministratori già incaricano un fiscalista appositamente per tale gestione, restando però il rappresentante fiscale. La separazione della figura della rappresentanza fiscale da quella della amministrazione, permette un puntuale controllo sull'operato contabile dell'amministratore e una maggiore sicurezza sul rispetto degli obblighi fiscali, essendo coinvolte due persone separate.

### Ritenute d'acconto
Il condominio è soggetto sostituto d'imposta e quindi il rappresentante fiscale (in genere l'amministratore), per conto del condominio stesso, è tenuto a effettuare e versare le ritenute di acconto entro il 16 di ogni mese.
In caso di mancato o ritardato versamento di tale ritenuta il condominio è soggetto a sanzioni e interessi di mora.

### Certificazioni sostituto d'imposta
Il rappresentante fiscale ovvero l'amministratore, deve inviare le certificazioni sostituto d'imposta a fornitori, lavoratori autonomi e dipendenti entro il 28 febbraio dell'anno successivo a quello in cui le somme e i valori sono stati corrisposti.

### Dichiarazioni sostituto d'imposta
Il rappresentante fiscale ovvero l'amministratore, deve inviare annualmente all'Agenzia delle Entrate, con mod. 770, le dichiarazioni riguardanti le ritenute effettuate e i relativi versamenti.

### Il quadro AC del modello Unico
L'amministratore di condominio che risulta in carica al 31 dicembre deve comunicare all'Anagrafe tributaria l'importo complessivo dei beni e servizi acquistati dal condominio nell'anno solare trascorso e i dati identificativi dei relativi fornitori. Tra i fornitori del condominio sono da ricomprendere anche gli altri condomini, supercondomini, consorzi o enti di pari natura, ai quali il condominio amministrato abbia corrisposto nell'anno somme superiori a euro 258,23 a qualsiasi titolo.
Ai fini della determinazione del momento di effettuazione degli acquisti, si deve distinguere tra cessioni di beni e prestazioni di servizi. Per le cessioni di beni, la regola generale stabilisce che tali operazioni si considerano effettuate:
- nel momento della stipulazione dell'atto, se riguardano beni immobili;
- nel momento della consegna o spedizione, se riguardano beni mobili.

Per le prestazioni di servizi il momento di effettuazione è costituito dalla data di pagamento dei corrispettivi. Il pagamento si considera realizzato quando il prestatore ha l'effettiva disponibilità delle somme spettanti.
Pertanto, se è un acconto, l'operazione si considera effettuata nei limiti dell'importo pagato. La comunicazione avviene a mezzo della compilazione del quadro AC del mod. UNICO dell'amministratore, denominato “Comunicazione dell'amministratore di condominio”. L'obbligo di presentare il Quadro AC sussiste anche nel caso in cui, nell'ambito di un condominio con non più di otto condomini, pur non obbligatoria, la carica di amministratore sia stata conferita. In mancanza di nomina dell'amministratore l'obbligo anzidetto non trova applicazione. In caso di amministrazione di più condomini da parte di un unico soggetto, deve essere compilato un quadro AC per ciascun condominio.
Qualora sia necessario compilare più quadri in relazione a uno stesso condominio, i dati identificativi del condominio devono essere riportati su ogni quadro. Nel caso in cui l'amministratore rediga il mod. 730 come propria dichiarazione dei redditi oppure sia esonerato dalla presentazione della medesima, egli deve presentare il quadro AC, unitamente al frontespizio dell'UNICO, con gli stessi termini e modalità di quest'ultimo.
Nel Quadro AC vanno elencati:
- per il condominio: il codice fiscale o la partita Iva, la ragione o denominazione sociale, l'indirizzo e il codice di natura giuridica;
- per ogni fornitore: cognome, nome, data e luogo di nascita, se persona fisica; ragione o denominazione sociale, codice fiscale o partita Iva, domicilio fiscale, importo di acquisti di beni e di servizi effettuati nell'anno d'imposta, se altro soggetto.

## Attribuzioni, doveri e poteri
L'amministratore, ai sensi dell'art. 1130 c.c., ha l'obbligo di:
1. eseguire le deliberazioni dell'Assemblea dei Condomini e curare l'osservanza del Regolamento di Condominio;
2. disciplinare l'uso delle cose comuni e la prestazione dei servizi nell'interesse comune, in modo che ne sia assicurato il miglior godimento a tutti i condomini;
3. riscuotere i contributi e pagare le spese per la manutenzione ordinaria delle parti comuni dell'edificio e per l'esercizio dei servizi comuni;
4. compiere gli atti conservativi dei diritti inerenti alle parti comuni dell'edificio.

Inoltre, alla fine di ciascun anno, deve rendere il conto della sua gestione.

### Osservanza del regolamento condominiale
- Al fine di attivarsi per far cessare gli abusi, l'amministratore non necessita di alcuna previa delibera assembleare, posto che egli è già tenuto ex lege (art. 1130, comma 1 c.c.) a curare l'osservanza del regolamento del condominio al fine di tutelare l'interesse generale al decoro, alla tranquillità e all'abitabilità dell'edificio; ed è altresì nelle sue facoltà, ai sensi dell'articolo 70 disp. att. c.c, anche quella di irrogare sanzioni pecuniarie ai condomini responsabili di siffatte violazioni del regolamento ove lo stesso preveda tale possibilità.

(Cassazione, sez. II civile, sentenza n. 14735 del 26/06/2006)

### Atti conservativi delle parti comuni
- Non rientra tra gli atti che un amministratore può compiere senza autorizzazione dell'assemblea la stipula di un contratto di assicurazione sull'edificio, in quanto l'art. 1130 c.c., obbligando l'amministratore a eseguire gli atti conservativi dei diritti inerenti alle parti comuni, ha inteso riferirsi ai soli atti materiali (riparazioni di muri portanti, di tetti e lastrici) e giudiziali (azioni contro comportamenti illeciti posti in essere da terzi o condomini) necessari per la salvaguardia dell'integrità dell'immobile: tra questi non può farsi rientrare il contratto d'assicurazione, perché questo non ha gli scopi conservativi ai quali si riferisce la norma dell'art. 1130 c.c., ma ha come suo unico e diverso fine quello di evitare pregiudizi economici ai proprietari dell'edificio.

Dunque l'amministratore per assicurare l'edificio (attività opportuna) dovrà chiedere e ottenere, prima, l'approvazione dell'assemblea (Cass. civ. Sez. II, sentenza n. 8233 del 03/04/2007)